# Monte Mandrini
Monte Mandrini è un rilievo dei Monti del Cicolano che si trova nel Lazio, nella provincia di Rieti, nel comuni di Fiamignano.